# Kamil Kopúnek
Kamil Kopúnek, né le 18 mai 1984 à Trnava, est un footballeur international slovaque évoluant au poste de milieu de terrain défensif.

## Biographie
Kamil Kopúnek a longtemps évolué au club slovaque du Spartak Trnava, qui est son club formateur. Après un passage de quelques mois au Saturn Ramenskoïe, il évolue à l'AS Bari depuis janvier 2011.
Il est sélectionné en équipe de Slovaquie de football où il joue quinze matchs.
Durant le mondial 2010 en Afrique du Sud, il est sélectionné en tant que remplaçant et, pendant le match opposant la Slovaquie à l'Italie, il inscrit un but juste après être entré sur le terrain.

## Palmarès

### Avec leSlovan Bratislava
- Championnat de Slovaquie : 2013
- Coupe de Slovaquie : 2013